# 松田亮
松田 亮（まつだ りょう、1979年12月26日 - ）は、日本の陸上競技選手。専門は短距離走。2001年世界陸上選手権、2003年世界陸上選手権、アテネオリンピック日本代表。広島経済大学所属。広島県広島市出身。広島市立沼田高等学校、広島経済大学卒業、広島経済大学大学院修了。

## 来歴
2001年世界陸上選手権で400mリレーに出場。5位入賞を果たす。
2003年世界陸上選手権で400mリレーに出場。7位入賞を果たす。
2004年、アテネオリンピックで200mに出場。直前に脚を故障した影響で予選落ちした。400mリレーのメンバーからも漏れた。
中国放送の「寺内優のおはようラジオ」に出演した経験がある。

## 自己ベスト
- 100m　10秒31（+2.0） / 2003年4月29日（広島市）
- 200m　20秒59（+1.5） / 2004年6月5日（鳥取市）

## 戦績
- 1999年
  - 日本選手権 200m　2位 （21秒24　-1.8）

- 2000年
  - 日本選手権 200m　5位 （21秒03　+0.4）

- 2001年
  - 日本選手権 200m　3位 （21秒03　+0.7）
  - 世界選手権 200m　2次予選失格 （DQ）
  - 世界選手権 4×100mR　4位 （38秒96　1走）

- 2003年
  - 日本選手権 200m　2位 （20秒68　+0.6）
  - 世界選手権 4×100mR　6位 （39秒05　3走）

- 2004年
  - 日本選手権 200m　2位 （20秒59　+1.5）
  - オリンピック 200m　1次予選4組8着 （24秒59　0.0）

- 2006年
  - 日本選手権 200m　8位 （21秒37　0.0）